# Shahrestān di Damghan
Lo shahrestān di Damghan (in  farsi شهرستان دامغان) è uno dei 5 shahrestān della provincia di Semnan, il capoluogo è Damghan. Lo shahrestān è suddiviso in 2 circoscrizioni (bakhsh): 
- Centrale (بخش مرکزی), con le città di Damghan e Dibaj.
- Amir Abad (بخش امیرآباد), con la città di Amiriyeh.